# Weißwasser/Oberlausitz
Weißwasser/Oberlausitz (lett.: «Weißwasser/Alta Lusazia»; ufficialmente Weißwasser/O.L.; in alto sorabo Běła Woda) è una città tedesca situata nel Land della Sassonia.

Appartiene al circondario di Görlitz ed è amministrata dalla Verwaltungsgemeinschaft Weißwasser/Oberlausitz.
Weißwasser possiede lo status di "Grande città circondariale" (Große Kreisstadt).

## Storia

### Simboli
Il 28 febbraio 1914, il consiglio comunale bandì un concorso per la creazione di uno stemma comunale che non portò a nessuna proposta soddisfacente. Si rivolse successivamente alla rivista Der Herold per commissionare nuove idee.
Il 31 gennaio 1927 venne approvato dal Ministero di Stato prussiano il bozzetto dello stemma attuale proposto dal consigliere (Geheimrat) prof. Hildebrand con i colori tradizionali azzurro e oro dell'Alta Lusazia. Due bicchieri verdi rappresentano l'industria del vetro locale poiché negli anni Venti del XX seccolo Weißwasser fu tra i maggiori centri mondiali di produzione del vetro. Sui bicchieri sono presenti 18 piccoli rigonfiamenti, che simboleggiano le principali fabbriche vetrarie dell'epoca: undici aziende produttrici di vetro e sette che lo lavoravano. I bicchieri sono verdi per rappresentare il colore delle bottiglie della produzione locale anche se durante il periodo della Repubblica Democratica Tedesca erano raffigurati d'argento.
Un martello e un piccone su sfondo dorato rappresentano l'attività di estrazione della lignite nei pressi dei confini della città. Nella punta dello scudo sono raffigurate sette fasce ondate bianche che simboleggiano i sette antichi laghi delle brughiere che circondano il territorio comunale oltre a ricordare l'origine del toponimo: Weißwasser in tedesco significa "acqua bianca".

## Collegamenti esterni

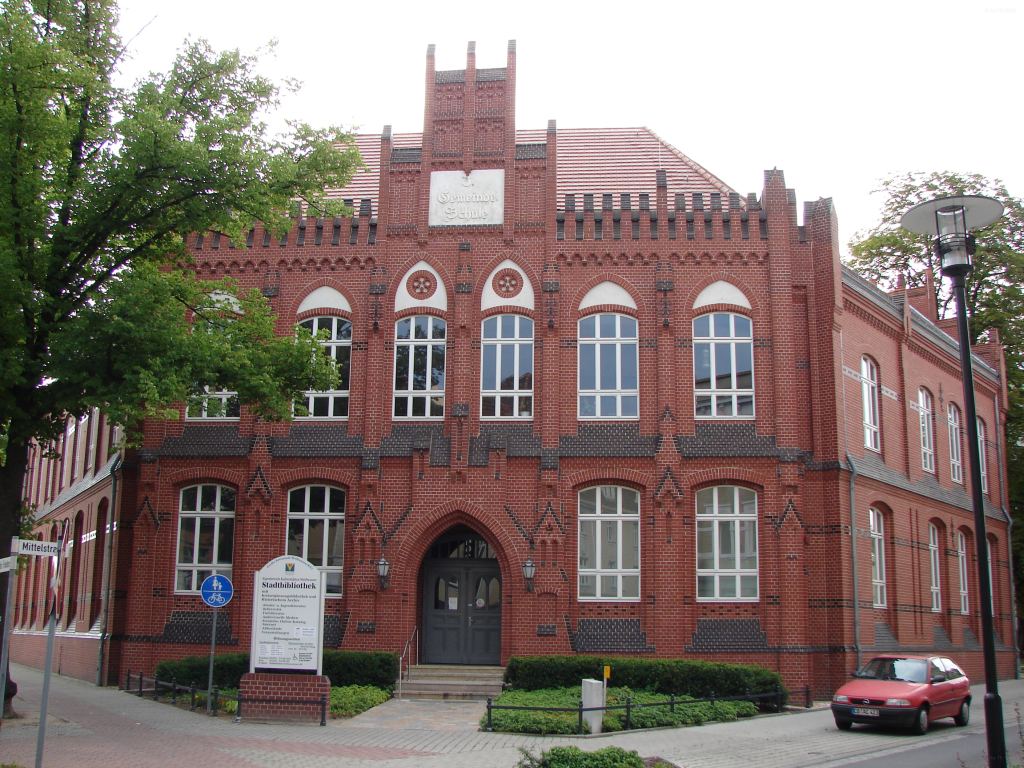
La biblioteca